# 楊樹浦発電廠

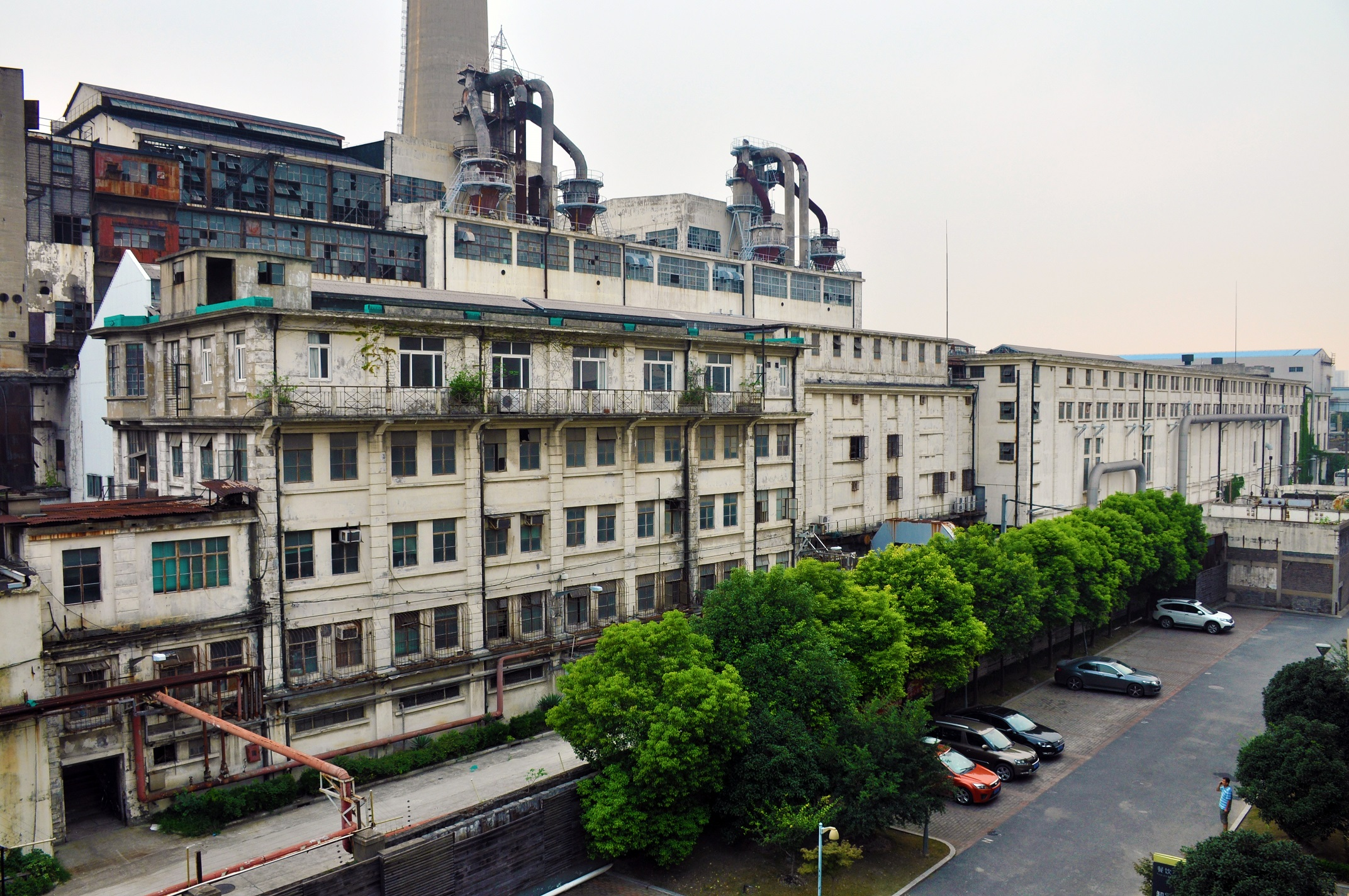
楊樹浦発電廠

楊樹浦発電廠（中国語: 杨树浦发电厂）は、上海市楊浦にある火力発電所である。1911に創建され、極東最大の発電所だった。高さ105ｍの煙突は中国の最も高い建築だった。楊樹浦発電廠は2010年から環境保全のために閉鎖された。2015年から、楊樹浦発電廠の改造プロジェクトが始まった。2019年9月、上海楊樹浦発電廠公園がオープンした。

## 関連記事
- 楊樹浦水廠

## 参考
1. ↑  “杨树浦发电厂谢幕 上海电力：关爱职工仍在继续”. 东方网. (2011年8月4日).  オリジナルの2013年5月11日時点におけるアーカイブ。 2013年6月20日閲覧。
2. ↑  “杨树浦发电厂的钢制烟囱，高达105米，是当时中国最高的建筑物”. 上海杨浦.  オリジナルの2015年9月24日時点におけるアーカイブ。 2013年6月20日閲覧。
3. ↑  “杨树浦发电厂被炸之后”. 新民晚报. (2007年8月7日).  オリジナルの2019年6月14日時点におけるアーカイブ。 2013年6月20日閲覧。
4. ↑  “上海杨树浦电厂遗迹公园 / 同济原作设计工作室” (中国語). ArchDaily (2020年9月14日). 2020年10月28日時点のオリジナルよりアーカイブ。2022年5月16日閲覧。